# Нуріт Корен
Нуріт Корен ( івр. נורית קורן   , 24 лютого 1960) — ізраїльська політична діячка, юрист. Була членом Кнесету в Лікуді між 2015 і 2019 роками.

## Біографія
Нуріт Корен народилася в Єрусалимі в родині єменських єврейських іммігрантів і має чотирьох братів. Її батько був робітником, водієм вантажівки та таксистом. Її сім'я була традиційною, і Корен відвідувала школу Баїса Якова. У 1971 році її сім'я переїхала до Кір'ят-Арба, а згодом вона навчалася у релігійному  Гіват Вашингтон. У віці 17 років вона вийшла заміж за Елі Корена і переїхала разом з ним до Герцлії, де навчалась у Ришонімській середній школі, поки не завагітніла. Пізніше, у віці 38 років, вона почала навчатися в Відкритому університеті Ізраїлю, отримала ступінь бакалавра соціальних та гуманітарних наук, який закінчила з відзнакою, потім вивчила право, отримавши ступінь бакалавра права в Академічному коледжі Оно та ступінь магістра права в Університеті імені Бар — Ілана.
Корен живе в Герцлії, має чотирьох дітей.

## Політична кар’єра
Корен працювала керівницею офісу в Гілада Ердана, коли він був міністром охорони навколишнього середовища з 2010 по 2012 рік.
Під час виборів у Кнесет 2015 року вона потрапила на двадцять восьме місце у списку Лікуда  і була обрана до Кнесету, коли Лікуд отримав 30 місць.  Вона втратила місце на виборах у квітні 2019 року, після того, як її включили в список партії сорок третьою, незважаючи на те, що Лікуд отримав п'ять місць.